# Сагайдачный, Юрий Михайлович
Юрий Михайлович Сагайдачный (1922—2001) — участник Великой Отечественной войны, командир танка 398-го танкового батальона (183-я танковая бригада, 10-й танковый корпус, 40-я армия, Воронежский фронт), Герой Советского Союза, лейтенант.

## Биография
Родился 23 февраля 1922 года в городе Владикавказ (ныне Республика Северная Осетия — Алания) в семье служащего. Русский. Окончил 7 классов. Работал помощником киномеханика на студии «Союздетфильм» в Москве.
В Красной Армии с 1941 года. В действующей армии с июля 1941 года. В 1942 году окончил Чкаловское танковое училище. Командир танка. В ночь на 24 сентября 1943 года под огнём противника форсировал Днепр в районе хутора Монастырёк (в черте пгт Ржищев, Кагарлыкский район Киевской области). На плацдарме отбивал многочисленные атаки противника. Звание Героя Советского Союза присвоено 23 октября 1943 года.
В 1943 году по состоянию здоровья уволен в запас. Жил в Запорожье, работал на заводе «Запорожсталь», затем в Чернигове. Член КПСС с 1946 года. Награждён орденом Ленина, орденами Александра Невского, Отечественной войны  1 степени, «Знак Почёта», медалями. Почётный солдат воинской части.
Умер 2 апреля 2001 года. Похоронен в Чернигове на Яцевском кладбище.